# Andy Kirk (musicista)
Andrew Dewey Kirk (Newport, 28 maggio 1898 – 11 dicembre 1992) è stato un sassofonista statunitense direttore dell'orchestra "Twelve Clouds of Joy", popolare durante il periodo swing.

## Vita e carriera
Andy Kirk nacque a Newport, nel Kentucky, ma crebbe a Denver, Colorado, dove studierà e imparerà a suonare diversi strumenti sotto la guida autorevole di Wilberforce Whiteman, padre di Paul Whiteman. Kirk iniziò la sua carriera musicale nella band di George Morrison per poi, trasferitosi a Dallas, unirsi ai Black Clouds of Joy di Terrence Holder dove suonerà il bassotuba e i sassofoni baritono e basso.  Nel 1929 Holder decise di abbandonare l'orchestra, Kirk ne diventa il leader e rinomina la band Clouds of Joy. Nello stesso 1929 l'orchestra ottiene un ingaggio al Pla-Mor Ballroom di Kansas City ed entra, per la prima volta, in uno studio di registrazione quello della Brunswick Records. Il pianista regolare dell'orchestra non si presentò all'appuntamento e venne sostituito all'ultimo momento da Mary Lou Williams. Oltre a suonare il pianoforte la Williams contribuì con diversi brani da lei composti e arrangiati. Il suo talento impressionò i responsabili del Brunswick tanto da obbligare Kirk a ingaggiarla per ogni successiva incisione. 
Dopo le prime registrazioni nel 1929-1930, divennero popolari poiché incarnavano il suono del jazz di Kansas City. A metà del 1936 Kirk firmò un contratto con la Decca e, fino al 1946, realizza decine di dischi popolari. Presumibilmente sciolse e riformò la sua band durante quel licenziamento di sei anni, poiché il suo Brunswick del 1929-1930 sembrava aver venduto abbastanza bene da rimanere in catalogo per tutto il periodo e sono state viste le stampe del 1933-34 (con le variazioni dell'etichetta della metà degli anni '30).
Nel 1938, Kirk e la band mantennero il primo posto della classifica di Billboard per 12 settimane con "I Won't Tell a Soul (I Love You)", scritto da Hughie Charles e Ross Parker, con Pha Terrell alla voce.  Nel 1942, Kirk e His Clouds of Joy registrarono "Take It and Git", che il 24 ottobre 1942 divenne il primo singolo a raggiungere il numero uno della Harlem Hit Parade, il predecessore della classifica R&B di Billboard. Nel 1943, con June Richmond alla voce, ottenne un successo numero 4 con " Hey Lawdy Mama".

## Clouds Of Joy
La band in momenti diversi incluse tra le sue file ottimi musicisti: Buddy Tate (sassofono tenore), Claude Williams (violino), Pha Terrell (voce), l'allora marito di Mary Lou John Williams, Bill Coleman, Ken Kersey, Dick Wilson, Don Byas, Harold "Shorty " Baker, Howard McGhee, Jimmy Forrest, Fats Navarro, Charlie Parker (brevemente), Reuben Phillips, Ben Thigpen, Henry Wells, Floyd Smith, Hank Jones, Joe Williams. 
La pianista e arrangiatrice della band era Mary Lou Williams, che divenne una figura di spicco nel jazz. Nel 1948, Kirk sciolse i Clouds of Joy e continuò a lavorare come musicista, ma alla fine passò alla gestione alberghiera e immobiliare. Ha anche lavorato come funzionario nell'Unione dei musicisti. Andy Kirk morì di Alzheimer a New York all'età di 94 anni.. 

## Discografia
- 1929-31 - The Chronological Andy Kirk And His 12 Clouds of Joy 1929–1931 (Classics #655, 1992)
- 1936-37 - The Chronological Andy Kirk And His 12 Clouds of Joy 1936–1937 (Classics #573, 1991)
- 1937-38 - The Chronological Andy Kirk And His 12 Clouds of Joy 1937–1938 (Classics #581, 1991)
- 1938-00 - The Chronological Andy Kirk And His 12 Clouds of Joy 1938 (Classics #598, 1991)
- 1939-40 - The Chronological Andy Kirk And His 12 Clouds of Joy 1939–1940 (Classics #640, 1992)
- 1940-42 - The Chronological Andy Kirk And His Clouds of Joy 1940–1942 (Classics #681, 1993)
- 1943-49 - The Chronological Andy Kirk And His Orchestra 1943–1949 (Classics #1075, 2000)

NOTA: Integrale in 7 volumi [CD] di tutte le incisioni di Anky Kirk a proprio nome. Rimangono escluse le alternate takes, le registrazioni dal vivo e l' LP A Mellow Bit Of Rhythm che ripropone alcuni hit con un'orchestra formata da ottimi musicisti ma che nulla ha a che vedere con i 12 Clouds of Joy. Pure gli arrangiamenti sono rivisti da Manny Albam e Ernie WIlkins.

### Altre incisioni live e in studio
- 1944 - Big bands of the Savoy (Caracol, ) [LP]
- 1944 - The uncollected Andy Kirk and his Clouds of Joy (Hindsight,)  [LP]
- 1944-47 - Live at the Apollo 1944-1947 (Everybosy's, ) [LP]
- 1956 - A Mellow Bit of Rhythm  (RCA Victor #1302 [LP]; reissued as Clouds From The Southwest: RCA France #42418 [LP], 1979)

Altre edizioni in LP dei brani compresi nella serie Chronological
- 1936–42 - Instrumentally Speaking (1936–1942) [Andy Kirk & His Clouds of Joy #1/MCA Jazz Heritage Series #9] (Decca #79232 [LP], 1968; reissue: MCA #1308 [LP], 1980)
- 1936–38 - The Lady Who Swings The Band (1936–1938) [Andy Kirk & His Clouds of Joy #2/MCA Jazz Heritage Series #20] (MCA #1343 [LP], 1982)
- 1936–54 - The Best of Andy Kirk (recorded 1936–1954) (MCA #4105 [double LP set], 1976)
- 1936–41 -  Andy Kirk & Mary Lou Williams: Mary's Idea (recorded 1936–1937, and 1939–1941) (GRP #622, 1993)
- 1929–40 - Andy Kirk: The 12 Clouds Of Joy With Mary Lou Williams (recorded 1929–1940) (ASV-Living Era #5108, 1993)